# 미네소타주의 통계 지구

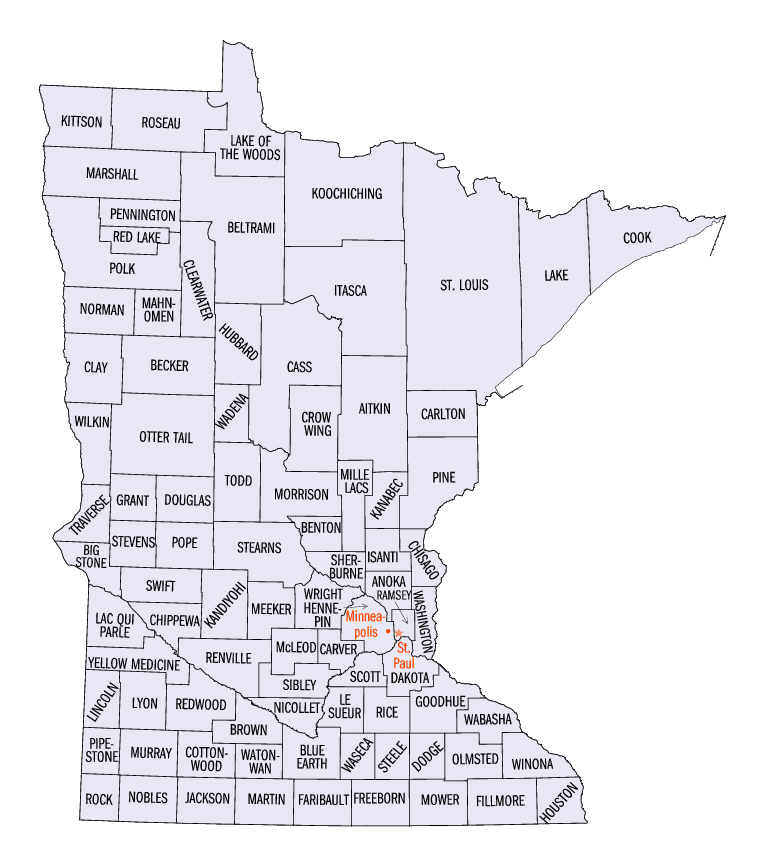
미네소타 주의 군들

미네소타의 주기

미네소타의 통계 지구(Minnesota Statistical Area)는 미네소타 주에 있는 통계 지구이다.

## 범례
| 범례      | 의미                                     |
| --------- | ---------------------------------------- |
|           | 위스콘신에 속하는 지역                   |
|           | 노스다코타에 속하는 지역                 |
|           | 2개의 주 이상에 걸친 지역(미네소타 해당) |
| 초록 글씨 | 다른 주에 속하는 지역의 인구 수          |
| 파란 글씨 | 미네소타와 다른 주에 걸친 지역의 인구 수 |

## 배치도
| 복합 통계 지구              | 인구                | 핵심 기반 통계 지구                 | 인구                | 군               | 인구      |
| --------------------------- | ------------------- | ----------------------------------- | ------------------- | ---------------- | --------- |
| 미니애폴리스-세인트폴 지구  | 4,027,861 3,894,420 | 미니애폴리스-세인트폴-블루밍턴 지구 | 3,640,043 3,506,602 | 헤너핀           | 1,265,843 |
| 미니애폴리스-세인트폴 지구  | 4,027,861 3,894,420 | 미니애폴리스-세인트폴-블루밍턴 지구 | 3,640,043 3,506,602 | 램지             | 550,321   |
| 미니애폴리스-세인트폴 지구  | 4,027,861 3,894,420 | 미니애폴리스-세인트폴-블루밍턴 지구 | 3,640,043 3,506,602 | 다코타           | 429,021   |
| 미니애폴리스-세인트폴 지구  | 4,027,861 3,894,420 | 미니애폴리스-세인트폴-블루밍턴 지구 | 3,640,043 3,506,602 | 애너카           | 356,921   |
| 미니애폴리스-세인트폴 지구  | 4,027,861 3,894,420 | 미니애폴리스-세인트폴-블루밍턴 지구 | 3,640,043 3,506,602 | 워싱턴           | 262,440   |
| 미니애폴리스-세인트폴 지구  | 4,027,861 3,894,420 | 미니애폴리스-세인트폴-블루밍턴 지구 | 3,640,043 3,506,602 | 스콧             | 149,013   |
| 미니애폴리스-세인트폴 지구  | 4,027,861 3,894,420 | 미니애폴리스-세인트폴-블루밍턴 지구 | 3,640,043 3,506,602 | 라이트           | 138,377   |
| 미니애폴리스-세인트폴 지구  | 4,027,861 3,894,420 | 미니애폴리스-세인트폴-블루밍턴 지구 | 3,640,043 3,506,602 | 카버             | 105,089   |
| 미니애폴리스-세인트폴 지구  | 4,027,861 3,894,420 | 미니애폴리스-세인트폴-블루밍턴 지구 | 3,640,043 3,506,602 | 셔번             | 97,238    |
| 미니애폴리스-세인트폴 지구  | 4,027,861 3,894,420 | 미니애폴리스-세인트폴-블루밍턴 지구 | 3,640,043 3,506,602 | 세인트크로이     | 90,687    |
| 미니애폴리스-세인트폴 지구  | 4,027,861 3,894,420 | 미니애폴리스-세인트폴-블루밍턴 지구 | 3,640,043 3,506,602 | 시사고           | 56,579    |
| 미니애폴리스-세인트폴 지구  | 4,027,861 3,894,420 | 미니애폴리스-세인트폴-블루밍턴 지구 | 3,640,043 3,506,602 | 피어스           | 42,754    |
| 미니애폴리스-세인트폴 지구  | 4,027,861 3,894,420 | 미니애폴리스-세인트폴-블루밍턴 지구 | 3,640,043 3,506,602 | 이샌티           | 40,596    |
| 미니애폴리스-세인트폴 지구  | 4,027,861 3,894,420 | 미니애폴리스-세인트폴-블루밍턴 지구 | 3,640,043 3,506,602 | 르쉬외르         | 28,887    |
| 미니애폴리스-세인트폴 지구  | 4,027,861 3,894,420 | 미니애폴리스-세인트폴-블루밍턴 지구 | 3,640,043 3,506,602 | 밀랙스           | 26,277    |
| 미니애폴리스-세인트폴 지구  | 4,027,861 3,894,420 | 세인트클라우드 지구                 | 201,964             | 스턴스           | 161,075   |
| 미니애폴리스-세인트폴 지구  | 4,027,861 3,894,420 | 세인트클라우드 지구                 | 201,964             | 벤턴             | 40,889    |
| 미니애폴리스-세인트폴 지구  | 4,027,861 3,894,420 | 패리벌트-노스필드 지구              | 66,972              | 라이스           | 66,972    |
| 미니애폴리스-세인트폴 지구  | 4,027,861 3,894,420 | 레드윙 지구                         | 46,340              | 굿휴             | 46,340    |
| 미니애폴리스-세인트폴 지구  | 4,027,861 3,894,420 | 오와토너 지구                       | 36,649              | 스틸             | 36,649    |
| 미니애폴리스-세인트폴 지구  | 4,027,861 3,894,420 | 헛친슨 지구                         | 35,893              | 맥러드           | 35,893    |
| 로체스터-오스틴 지구        | 261,983             | 로체스터 지구                       | 221,921             | 옴스테드         | 158,293   |
| 로체스터-오스틴 지구        | 261,983             | 로체스터 지구                       | 221,921             | 와바샤           | 21,627    |
| 로체스터-오스틴 지구        | 261,983             | 로체스터 지구                       | 221,921             | 필모어           | 21,067    |
| 로체스터-오스틴 지구        | 261,983             | 로체스터 지구                       | 221,921             | 도지             | 20,934    |
| 로체스터-오스틴 지구        | 261,983             | 오스틴 지구                         | 40,062              | 모워             | 40,062    |
| 만카토-뉴엄-노스만카토 지구 | 126,935             | 만카토-노스만카토 지구              | 101,927             | 블루어스         | 67,653    |
| 만카토-뉴엄-노스만카토 지구 | 126,935             | 만카토-노스만카토 지구              | 101,927             | 니컬렛           | 34,274    |
| 만카토-뉴엄-노스만카토 지구 | 126,935             | 뉴엄 지구                           | 25,008              | 브라운           | 25,008    |
| 파고-무어헤드 지구          | 268,529 70,429      | 파고 지구                           | 246,145 64,222      | 캐스             | 181,923   |
| 파고-무어헤드 지구          | 268,529 70,429      | 파고 지구                           | 246,145 64,222      | 클레이           | 64,222    |
| 파고-무어헤드 지구          | 268,529 70,429      | 와프턴 지구                         | 22,384 6,207        | 리칠랜드         | 16,177    |
| 파고-무어헤드 지구          | 268,529 70,429      | 와프턴 지구                         | 22,384 6,207        | 윌킨             | 6,207     |
| 없음                        | 없음                | 덜루스 지구                         | 288,732 245,582     | 세인트루이스     | 199,070   |
| 없음                        | 없음                | 덜루스 지구                         | 288,732 245,582     | 더글러스         | 43,150    |
| 없음                        | 없음                | 덜루스 지구                         | 288,732 245,582     | 칼턴             | 35,871    |
| 없음                        | 없음                | 덜루스 지구                         | 288,732 245,582     | 레이크           | 10,641    |
| 없음                        | 없음                | 브레이너드 지구                     | 94,834              | 크로윙           | 65,055    |
| 없음                        | 없음                | 브레이너드 지구                     | 94,834              | 캐스             | 29,779    |
| 없음                        | 없음                | 퍼거스펄스 지구                     | 58,746              | 오터테일         | 58,746    |
| 없음                        | 없음                | 위노나 지구                         | 50,484              | 위노나           | 50,484    |
| 없음                        | 없음                | 베미지 지구                         | 47,188              | 벨트라미         | 47,188    |
| 없음                        | 없음                | 그랜드래피즈 지구                   | 45,130              | 이타스카         | 45,130    |
| 없음                        | 없음                | 윌머 지구                           | 43,199              | 칸디요히         | 43,199    |
| 없음                        | 없음                | 알렉산드리아 지구                   | 38,141              | 더글러스         | 38,141    |
| 없음                        | 없음                | 그랜드포크스 지구                   | 100,815 31,364      | 그랜드포크스     | 69,451    |
| 없음                        | 없음                | 그랜드포크스 지구                   | 100,815 31,364      | 포크             | 31,364    |
| 없음                        | 없음                | 앨버트리 지구                       | 30,281              | 프리본           | 30,281    |
| 없음                        | 없음                | 마셜 지구                           | 25,474              | 라이언           | 25,474    |
| 없음                        | 없음                | 워싱턴 지구                         | 21,629              | 노블레스         | 21,629    |
| 없음                        | 없음                | 페어몬트 지구                       | 19,683              | 마틴             | 19,683    |
| 없음                        | 없음                | 라크로스 지구                       | 136,616 18,600      | 라크로스         | 118,016   |
| 없음                        | 없음                | 라크로스 지구                       | 136,616 18,600      | 휴스턴           | 18,600    |
| 없음                        | 없음                | 없음                                | 없음                | 베커             | 34,423    |
| 없음                        | 없음                | 없음                                | 없음                | 모리슨           | 33,386    |
| 없음                        | 없음                | 없음                                | 없음                | 파인             | 29,579    |
| 없음                        | 없음                | 없음                                | 없음                | 토드             | 24,664    |
| 없음                        | 없음                | 없음                                | 없음                | 미커             | 23,222    |
| 없음                        | 없음                | 없음                                | 없음                | 허버드           | 21,491    |
| 없음                        | 없음                | 없음                                | 없음                | 와세카           | 18,612    |
| 없음                        | 없음                | 없음                                | 없음                | 카나벡           | 16,337    |
| 없음                        | 없음                | 없음                                | 없음                | 에이트킨         | 15,886    |
| 없음                        | 없음                | 없음                                | 없음                | 레드우드         | 15,170    |
| 없음                        | 없음                | 없음                                | 없음                | 로조             | 15,165    |
| 없음                        | 없음                | 없음                                | 없음                | 시블리           | 14,865]   |
| 없음                        | 없음                | 없음                                | 없음                | 렌빌             | 14,548    |
| 없음                        | 없음                | 없음                                | 없음                | 페닝턴           | 14,119    |
| 없음                        | 없음                | 없음                                | 없음                | 와데나           | 13,682    |
| 없음                        | 없음                | 없음                                | 없음                | 페리보우         | 13,653    |
| 없음                        | 없음                | 없음                                | 없음                | 쿠치칭           | 12,229    |
| 없음                        | 없음                | 없음                                | 없음                | 치페와           | 11,800    |
| 없음                        | 없음                | 없음                                | 없음                | 포프             | 11,249    |
| 없음                        | 없음                | 없음                                | 없음                | 코튼우드         | 11,196    |
| 없음                        | 없음                | 없음                                | 없음                | 와토놘           | 10,897    |
| 없음                        | 없음                | 없음                                | 없음                | 잭슨             | 9,846     |
| 없음                        | 없음                | 없음                                | 없음                | 스티븐스         | 9,805     |
| 없음                        | 없음                | 없음                                | 없음                | 옐로메디신       | 9,709     |
| 없음                        | 없음                | 없음                                | 없음                | 마셜             | 9,336     |
| 없음                        | 없음                | 없음                                | 없음                | 락               | 9,315     |
| 없음                        | 없음                | 없음                                | 없음                | 스위프트         | 9,266     |
| 없음                        | 없음                | 없음                                | 없음                | 파이프스톤       | 9,126     |
| 없음                        | 없음                | 없음                                | 없음                | 클리어워터       | 8,818     |
| 없음                        | 없음                | 없음                                | 없음                | 머리             | 8,194     |
| 없음                        | 없음                | 없음                                | 없음                | 라크퀴파를레     | 6,623     |
| 없음                        | 없음                | 없음                                | 없음                | 노먼             | 6,375     |
| 없음                        | 없음                | 없음                                | 없음                | 그랜트           | 5,972     |
| 없음                        | 없음                | 없음                                | 없음                | 링컨             | 5,639     |
| 없음                        | 없음                | 없음                                | 없음                | 마노먼           | 5,527     |
| 없음                        | 없음                | 없음                                | 없음                | 쿡               | 5,463     |
| 없음                        | 없음                | 없음                                | 없음                | 빅스톤           | 4,991     |
| 없음                        | 없음                | 없음                                | 없음                | 키슨             | 4,298     |
| 없음                        | 없음                | 없음                                | 없음                | 레드레이크       | 4,055     |
| 없음                        | 없음                | 없음                                | 없음                | 레이크오브더우즈 | 3,740     |
| 없음                        | 없음                | 없음                                | 없음                | 트래버스         | 3,259     |
| 미네소타                    | 미네소타            | 미네소타                            | 미네소타            | 미네소타         | 5,639,632 |

## 참고
- 인구 수는 2019년 기준이며 단위는 '명'이다.
- 램지군은 미네소타주 행정 기관들이 있는 세인트폴이 있기 때문에 굵은 글씨로 표기했다.

## 같이 보기
- 대도시 통계 지구